# Aglona Basilika
Aglona Basilika (lettisk: Aglonas bazilika) er et vigtigt katolsk religiøst centrum i Aglona i det østlige Letland. I 1980, da Aglonas kirke fejrede sit 200-års jubilæum, tildelte Pave Johannes Paul 2. kirken titlen basilika. I september 1993, da selv samme pave besøgte Letland, besøgte paven også basilikaen; ved denne lejlighed overværede omkring 300.000 pilgrimme gudstjenesten.
I slutningen af det 17. århundrede grundlagde Dominikanerordenen et kloster i Aglona, og i 1699 opførte man den første kirke i træ. Da kirken efterfølgende nedbrændte opførte man i stedet et kloster og nuværende kirkebygning i perioden 1768 til 1780. Kirkens interiør udfærdigedes i det 18.- og 19. århundrede, mens prædikestolen, orgelet og skriftestolene er fra slutningen af det 18. århundrede.
Aglonas basilika er opført i senbarok stil, og er dekoreret med to 60 meter høje tårne. Indenfor findes krydshvælvinger, buer og søjler med rokoko-dekorationer.
Hvert år den 15. august ankommer pilgrimme til Aglona, for at fejre Jomfru Marias optagelse i Himmelen.